# Kold bloed
"Kold bloed" is een nummer van de Nederlandse band Bökkers. Het nummer verscheen op hun album Leaven in de brouweri-je uit 2019. Op 10 mei van dat jaar werd het uitgebracht als de derde en laatste single van het album.

## Achtergrond
"Kold bloed" is geschreven door zanger Hendrik Jan Bökkers. Het nummer verkreeg in eerste instantie weinig landelijke bekendheid, maar door de deelname van Bökkers aan het televisieprogramma Beste Zangers in 2021 veranderde dit. In de aflevering die draaide om het werk van Bökkers werd het nummer door Anneke van Giersbergen naar het Brabants vertaald, waarbij het de titel "Kaaw bloed" meekreeg.
In de videoclip van "Kold bloed" speelt de band het nummer voor een spoorwegovergang in een bos. Bökkers loopt door het bos terwijl hij zingt. In 2021 stond het nummer voor het eerst in de NPO Radio 2 Top 2000, waarin het op plaats 1448 binnenkwam.

## NPO Radio 2 Top 2000
In 2021 kwam het nummer binnen op 1448 in de Top 2000.

| Nummer met noteringen in de NPO Radio 2 Top 2000 | '21  | '22  | '23  | '24  |
| ------------------------------------------------ | ---- | ---- | ---- | ---- |
| Kold bloed                                       | 1448 | 1536 | 1749 | 1874 |

1. ↑  Een vetgedrukt getal geeft de hoogste notering aan.
2. ↑  2021 was het eerste jaar met een notering voor dit nummer.